# Élections cantonales de 2004 dans la Loire
Les élections cantonales ont eu lieu les 21 et 28 mars 2004.
Lors de ces élections, 22 des 40 cantons de la Loire ont été renouvelés. Elles ont vu la reconduction de la majorité UMP dirigée par Pascal Clément, président du conseil général depuis 1994.

## Résultats à l’échelle du département
Répartition départementale des résultats (2e tour).
- PCF (3,56 %)
- PS (33,63 %)
- PRG (2,25 %)
- DVG (10,47 %)
- UMP (27,41 %)
- UDF (9,91 %)
- DVD (9,04 %)
- FN (3,72 %)

| Étiquette      | Étiquette                          | Premier tour | Premier tour | Second tour | Second tour | Sièges |
| Étiquette      | Étiquette                          | Voix         | %            | Voix        | %           | Sièges |
| -------------- | ---------------------------------- | ------------ | ------------ | ----------- | ----------- | ------ |
|                | Parti socialiste                   | 27 760       | 19,80        | 45 790      | 33,63       | 8      |
|                | Divers gauche                      | 17 935       | 12,79        | 14 258      | 10,47       | 4      |
|                | Parti communiste français          | 8 595        | 6,13         | 4 849       | 3,56        | 0      |
|                | Les Verts                          | 8 387        | 5,98         |             |             |        |
|                | Extrême gauche                     | 2 762        | 1,97         |             |             |        |
|                | Parti radical de gauche            | 1 683        | 1,20         | 3 057       | 2,25        | 0      |
| Gauche         | Gauche                             | 67 122       | 47,87        | 67 954      | 49,92       | 12     |
|                |                                    |              |              |             |             |        |
|                | Union pour un mouvement populaire  | 25 707       | 18,34        | 37 323      | 27,41       | 5      |
|                | Front national                     | 21 823       | 15,57        | 5 061       | 3,72        | 0      |
|                | Divers droite                      | 14 661       | 10,46        | 12 311      | 9,04        | 3      |
|                | Union pour la démocratie française | 10 192       | 7,27         | 13 496      | 9,91        | 2      |
|                | Extrême droite                     | 446          | 0,32         |             |             |        |
| Droite         | Droite                             | 72 829       | 51,96        | 68 191      | 50,08       | 10     |
|                |                                    |              |              |             |             |        |
|                | Écologistes divers                 | 234          | 0,17         |             |             |        |
|                |                                    |              |              |             |             |        |
| Inscrits       | Inscrits                           | 242 772      | 100,00       | 222 949     | 100,00      |        |
| Abstention     | Abstention                         | 97 500       | 40,16        | 80 283      | 36,01       |        |
| Votants        | Votants                            | 145 272      | 59,84        | 142 666     | 63,99       |        |
| Blancs et nuls | Blancs et nuls                     | 5 087        | 3,50         | 6 521       | 4,57        |        |
| Exprimés       | Exprimés                           | 140 185      | 96,50        | 136 145     | 95,43       |        |

## Résultats par canton

### Canton de Belmont-de-la-Loire
| Candidats      | Candidats          | Étiquette      | Premier tour | Premier tour |
| Candidats      | Candidats          | Étiquette      | Voix         | %            |
| -------------- | ------------------ | -------------- | ------------ | ------------ |
|                | Jean-Paul Defaye*  | DVD            | 1 317        | 50,23        |
|                | Jean-Luc Matray    | DVD            | 598          | 22,81        |
|                | Alain Mercier      | PCF            | 392          | 14,95        |
|                | Alexandre Brossard | FN             | 315          | 12,01        |
|                |                    |                |              |              |
| Inscrits       | Inscrits           | Inscrits       | 4 133        | 100,00       |
| Abstention     | Abstention         | Abstention     | 1 405        | 33,99        |
| Votants        | Votants            | Votants        | 2 728        | 66,01        |
| Blancs et nuls | Blancs et nuls     | Blancs et nuls | 106          | 3,89         |
| Exprimés       | Exprimés           | Exprimés       | 2 622        | 96,11        |

*sortant

### Canton de Bourg-Argental
| Candidats      | Candidats              | Étiquette      | Premier tour | Premier tour | Second tour | Second tour |
| Candidats      | Candidats              | Étiquette      | Voix         | %            | Voix        | %           |
| -------------- | ---------------------- | -------------- | ------------ | ------------ | ----------- | ----------- |
|                | Bernard Bonne*         | UMP            | 1 383        | 42,18        | 1 782       | 52,66       |
|                | Stéphane Heyraud       | DVG            | 916          | 27,94        | 1 602       | 47,34       |
|                | Jean-Pierre Huguet     | Verts          | 531          | 16,19        |             |             |
|                | Cyprien Bertrant-Magat | FN             | 313          | 9,55         |             |             |
|                | Véronique Naegelen     | PCF            | 136          | 4,15         |             |             |
|                |                        |                |              |              |             |             |
| Inscrits       | Inscrits               | Inscrits       | 4 867        | 100,00       | 4 867       | 100,00      |
| Abstention     | Abstention             | Abstention     | 1 470        | 30,20        | 1 264       | 25,97       |
| Votants        | Votants                | Votants        | 3 397        | 69,80        | 3 603       | 74,03       |
| Blancs et nuls | Blancs et nuls         | Blancs et nuls | 118          | 3,47         | 219         | 6,08        |
| Exprimés       | Exprimés               | Exprimés       | 3 279        | 96,53        | 3 384       | 93,92       |

*sortant

### Canton de Chazelles-sur-Lyon
| Candidats      | Candidats          | Étiquette      | Premier tour | Premier tour | Second tour | Second tour |
| Candidats      | Candidats          | Étiquette      | Voix         | %            | Voix        | %           |
| -------------- | ------------------ | -------------- | ------------ | ------------ | ----------- | ----------- |
|                | Jean-Paul Seux     | DVG            | 1 993        | 41,15        | 2 775       | 56,81       |
|                | Marguerite Lacroix | DVD            | 1 257        | 25,95        | 2 110       | 43,19       |
|                | Jean Boutheon      | DVD            | 827          | 17,08        | Retrait     | Retrait     |
|                | Michèle Pradal     | FN             | 420          | 8,67         |             |             |
|                | Richard Charretier | PCF            | 346          | 7,14         |             |             |
|                |                    |                |              |              |             |             |
| Inscrits       | Inscrits           | Inscrits       | 7 178        | 100,00       | 7 178       | 100,00      |
| Abstention     | Abstention         | Abstention     | 2 175        | 30,30        | 2 062       | 28,73       |
| Votants        | Votants            | Votants        | 5 003        | 69,70        | 5 116       | 71,27       |
| Blancs et nuls | Blancs et nuls     | Blancs et nuls | 160          | 3,20         | 231         | 4,52        |
| Exprimés       | Exprimés           | Exprimés       | 4 843        | 96,80        | 4 885       | 95,48       |

### Canton de Feurs
| Candidats      | Candidats      | Étiquette      | Premier tour | Premier tour | Second tour | Second tour |
| Candidats      | Candidats      | Étiquette      | Voix         | %            | Voix        | %           |
| -------------- | -------------- | -------------- | ------------ | ------------ | ----------- | ----------- |
|                | Henri Nigay*   | UMP            | 3 805        | 38,42        | 5 697       | 53,19       |
|                | Julien Duche   | DVG            | 3 183        | 32,14        | 5 014       | 46,81       |
|                | Hervé Nivot    | FN             | 1 395        | 14,09        |             |             |
|                | Jean Duverger  | Verts          | 559          | 5,64         |             |             |
|                | Roland Beraud  | PCF            | 541          | 5,46         |             |             |
|                | Jean Magat     | DVD            | 420          | 4,24         |             |             |
|                |                |                |              |              |             |             |
| Inscrits       | Inscrits       | Inscrits       | 17 704       | 100,00       | 17 704      | 100,00      |
| Abstention     | Abstention     | Abstention     | 7 447        | 42,06        | 6 447       | 36,42       |
| Votants        | Votants        | Votants        | 10 257       | 57,94        | 11 257      | 63,58       |
| Blancs et nuls | Blancs et nuls | Blancs et nuls | 354          | 3,45         | 546         | 4,85        |
| Exprimés       | Exprimés       | Exprimés       | 9 903        | 96,55        | 10 711      | 95,15       |

*sortant

### Canton de Montbrison
| Candidats      | Candidats        | Étiquette      | Premier tour | Premier tour | Second tour | Second tour |
| Candidats      | Candidats        | Étiquette      | Voix         | %            | Voix        | %           |
| -------------- | ---------------- | -------------- | ------------ | ------------ | ----------- | ----------- |
|                | Philippe Weyne*  | UMP            | 4 427        | 39,24        | 5 976       | 49,02       |
|                | Liliane Faure    | PS             | 3 802        | 33,70        | 6 216       | 50,98       |
|                | Louis Tournebise | FN             | 1 791        | 15,88        |             |             |
|                | Paul-Marie Dugas | DVG            | 821          | 7,28         |             |             |
|                | Pierre Huou      | EXG            | 440          | 3,90         |             |             |
|                |                  |                |              |              |             |             |
| Inscrits       | Inscrits         | Inscrits       | 19 422       | 100,00       | 19 424      | 100,00      |
| Abstention     | Abstention       | Abstention     | 7 542        | 38,83        | 6 543       | 33,69       |
| Votants        | Votants          | Votants        | 11 880       | 61,17        | 12 881      | 66,31       |
| Blancs et nuls | Blancs et nuls   | Blancs et nuls | 599          | 5,04         | 689         | 5,35        |
| Exprimés       | Exprimés         | Exprimés       | 11 281       | 94,96        | 12 192      | 94,65       |

*sortant

### Canton de La Pacaudière
| Candidats      | Candidats             | Étiquette      | Premier tour | Premier tour | Second tour | Second tour |
| Candidats      | Candidats             | Étiquette      | Voix         | %            | Voix        | %           |
| -------------- | --------------------- | -------------- | ------------ | ------------ | ----------- | ----------- |
|                | René-André Barret     | DVG            | 845          | 37,67        | 1 386       | 58,16       |
|                | Alain Debarnot        | DVD            | 646          | 28,80        | 997         | 41,84       |
|                | François Chantelot    | DVD            | 318          | 14,18        |             |             |
|                | Paul Bouilhol         | PCF            | 209          | 9,32         |             |             |
|                | Véronika Preyval      | FN             | 160          | 7,13         |             |             |
|                | Jean-Marc di Battista | Verts          | 65           | 2,90         |             |             |
|                |                       |                |              |              |             |             |
| Inscrits       | Inscrits              | Inscrits       | 3 397        | 100,00       | 3 398       | 100,00      |
| Abstention     | Abstention            | Abstention     | 1 080        | 31,79        | 926         | 27,25       |
| Votants        | Votants               | Votants        | 2 317        | 68,21        | 2 472       | 72,75       |
| Blancs et nuls | Blancs et nuls        | Blancs et nuls | 74           | 3,19         | 89          | 3,60        |
| Exprimés       | Exprimés              | Exprimés       | 2 243        | 96,81        | 2 383       | 96,40       |

### Canton de Perreux
| Candidats      | Candidats             | Étiquette      | Premier tour | Premier tour | Second tour | Second tour |
| Candidats      | Candidats             | Étiquette      | Voix         | %            | Voix        | %           |
| -------------- | --------------------- | -------------- | ------------ | ------------ | ----------- | ----------- |
|                | Jean-Baptiste Giraud* | DVD            | 2 856        | 43,66        | 3 831       | 55,62       |
|                | Louis Gonnelli        | PRG            | 1 562        | 23,88        | 3 057       | 44,38       |
|                | Jean-Claude Suchel    | FN             | 880          | 13,45        |             |             |
|                | Christian Prat        | Verts          | 672          | 10,27        |             |             |
|                | Henriette Puzenat     | PCF            | 425          | 6,50         |             |             |
|                | Irène Vergiat         | EXD            | 146          | 2,23         |             |             |
|                |                       |                |              |              |             |             |
| Inscrits       | Inscrits              | Inscrits       | 11 188       | 100,00       | 11 188      | 100,00      |
| Abstention     | Abstention            | Abstention     | 4 263        | 38,10        | 3 869       | 34,58       |
| Votants        | Votants               | Votants        | 6 925        | 61,90        | 7 319       | 65,42       |
| Blancs et nuls | Blancs et nuls        | Blancs et nuls | 384          | 5,55         | 431         | 5,89        |
| Exprimés       | Exprimés              | Exprimés       | 6 541        | 94,45        | 6 888       | 94,11       |

*sortant

### Canton de Rive-de-Gier
| Candidats      | Candidats            | Étiquette      | Premier tour | Premier tour | Second tour | Second tour |
| Candidats      | Candidats            | Étiquette      | Voix         | %            | Voix        | %           |
| -------------- | -------------------- | -------------- | ------------ | ------------ | ----------- | ----------- |
|                | Jean-Claude Charvin* | DVD            | 3 353        | 34,39        | 5 373       | 52,56       |
|                | Jean Point           | PCF            | 1 730        | 17,74        | 4 849       | 47,44       |
|                | Christian Grangis    | FN             | 1 627        | 16,69        |             |             |
|                | Otman El Harti       | PS             | 1 431        | 14,68        |             |             |
|                | Bruno Deloire        | Verts          | 898          | 9,21         |             |             |
|                | René Rauscher        | DVD            | 712          | 7,30         |             |             |
|                |                      |                |              |              |             |             |
| Inscrits       | Inscrits             | Inscrits       | 16 531       | 100,00       | 16 531      | 100,00      |
| Abstention     | Abstention           | Abstention     | 6 479        | 39,19        | 5 766       | 34,88       |
| Votants        | Votants              | Votants        | 10 052       | 60,81        | 10 765      | 65,12       |
| Blancs et nuls | Blancs et nuls       | Blancs et nuls | 301          | 2,99         | 543         | 5,04        |
| Exprimés       | Exprimés             | Exprimés       | 9 751        | 97,01        | 10 222      | 94,96       |

*sortant

### Canton de Roanne-Nord
| Candidats      | Candidats             | Étiquette      | Premier tour | Premier tour | Second tour | Second tour |
| Candidats      | Candidats             | Étiquette      | Voix         | %            | Voix        | %           |
| -------------- | --------------------- | -------------- | ------------ | ------------ | ----------- | ----------- |
|                | Alain Guillemant*     | PS             | 4 744        | 40,39        | 7 724       | 61,45       |
|                | Christian Maisonneuve | UMP            | 2 910        | 24,77        | 4 846       | 38,55       |
|                | Séverine Guillot      | FN             | 1 773        | 15,09        |             |             |
|                | Bruno Barriquand      | Verts          | 908          | 7,73         |             |             |
|                | Suzanne Viboud        | PCF            | 696          | 5,93         |             |             |
|                | Alain Saint Andre     | EXG            | 506          | 4,31         |             |             |
|                | Elvis Bonnet          | EXD            | 209          | 1,78         |             |             |
|                |                       |                |              |              |             |             |
| Inscrits       | Inscrits              | Inscrits       | 21 875       | 100,00       | 21 875      | 100,00      |
| Abstention     | Abstention            | Abstention     | 9 574        | 43,77        | 8 511       | 38,91       |
| Votants        | Votants               | Votants        | 12 301       | 56,23        | 13 364      | 61,09       |
| Blancs et nuls | Blancs et nuls        | Blancs et nuls | 555          | 4,51         | 794         | 5,94        |
| Exprimés       | Exprimés              | Exprimés       | 11 746       | 95,49        | 12 570      | 94,06       |

*sortant

### Canton de Saint-Bonnet-le-Château
| Candidats      | Candidats          | Étiquette      | Premier tour | Premier tour | Second tour | Second tour |
| Candidats      | Candidats          | Étiquette      | Voix         | %            | Voix        | %           |
| -------------- | ------------------ | -------------- | ------------ | ------------ | ----------- | ----------- |
|                | Bernard Fournier*  | UMP            | 1 889        | 49,61        | 2 132       | 53,02       |
|                | Laurent Troussieux | DVG            | 828          | 21,74        | 1 300       | 32,33       |
|                | Noële Guichard     | FN             | 664          | 17,44        | 589         | 14,65       |
|                | Joseph Desurmont   | PS             | 332          | 8,72         |             |             |
|                | Guy Mariat         | EXG            | 95           | 2,49         |             |             |
|                |                    |                |              |              |             |             |
| Inscrits       | Inscrits           | Inscrits       | 6 022        | 100,00       | 6 022       | 100,00      |
| Abstention     | Abstention         | Abstention     | 2 057        | 34,16        | 1 895       | 31,47       |
| Votants        | Votants            | Votants        | 3 965        | 65,84        | 4 127       | 68,53       |
| Blancs et nuls | Blancs et nuls     | Blancs et nuls | 157          | 3,96         | 106         | 2,57        |
| Exprimés       | Exprimés           | Exprimés       | 3 808        | 96,04        | 4 021       | 97,43       |

*sortant

### Canton de Saint-Chamond-Nord
| Candidats      | Candidats             | Étiquette      | Premier tour | Premier tour | Second tour | Second tour |
| Candidats      | Candidats             | Étiquette      | Voix         | %            | Voix        | %           |
| -------------- | --------------------- | -------------- | ------------ | ------------ | ----------- | ----------- |
|                | François Rochebloine* | UDF            | 2 419        | 42,73        | 2 962       | 47,79       |
|                | Raymond Vacher        | PS             | 1 391        | 24,57        | 2 274       | 36,69       |
|                | Jeannine Roure        | FN             | 1 099        | 19,41        | 962         | 15,52       |
|                | Raphaël Brouallier    | Verts          | 400          | 7,07         |             |             |
|                | André Moulin          | EXG            | 185          | 3,27         |             |             |
|                | Charles Bellavia      | PCF            | 167          | 2,95         |             |             |
|                |                       |                |              |              |             |             |
| Inscrits       | Inscrits              | Inscrits       | 10 241       | 100,00       | 10 243      | 100,00      |
| Abstention     | Abstention            | Abstention     | 4 401        | 42,97        | 3 892       | 38,00       |
| Votants        | Votants               | Votants        | 5 840        | 57,03        | 6 351       | 62,00       |
| Blancs et nuls | Blancs et nuls        | Blancs et nuls | 179          | 3,07         | 153         | 2,41        |
| Exprimés       | Exprimés              | Exprimés       | 5 661        | 96,93        | 6 198       | 97,59       |

*sortant

### Canton de Saint-Chamond-Sud
| Candidats      | Candidats         | Étiquette      | Premier tour | Premier tour | Second tour | Second tour |
| Candidats      | Candidats         | Étiquette      | Voix         | %            | Voix        | %           |
| -------------- | ----------------- | -------------- | ------------ | ------------ | ----------- | ----------- |
|                | Marc Lassabliere* | PS             | 2 635        | 36,18        | 3 817       | 48,61       |
|                | Georges Chervier  | UMP            | 2 019        | 27,72        | 2 637       | 33,58       |
|                | Christian Meunier | FN             | 1 638        | 22,49        | 1 399       | 17,81       |
|                | Catherine Bony    | Verts          | 467          | 6,41         |             |             |
|                | Sauveur Cuadros   | EXG            | 290          | 3,98         |             |             |
|                | Francisca Marie   | PCF            | 234          | 3,21         |             |             |
|                |                   |                |              |              |             |             |
| Inscrits       | Inscrits          | Inscrits       | 12 811       | 100,00       | 12 811      | 100,00      |
| Abstention     | Abstention        | Abstention     | 5 260        | 41,06        | 4 751       | 37,09       |
| Votants        | Votants           | Votants        | 7 551        | 58,94        | 8 060       | 62,91       |
| Blancs et nuls | Blancs et nuls    | Blancs et nuls | 268          | 3,55         | 207         | 2,57        |
| Exprimés       | Exprimés          | Exprimés       | 7 283        | 96,45        | 7 853       | 97,43       |

*sortant

### Canton de Saint-Étienne-Nord-Est-1
| Candidats      | Candidats        | Étiquette      | Premier tour | Premier tour | Second tour | Second tour |
| Candidats      | Candidats        | Étiquette      | Voix         | %            | Voix        | %           |
| -------------- | ---------------- | -------------- | ------------ | ------------ | ----------- | ----------- |
|                | Régis Juanico    | PS             | 1 859        | 31,10        | 3 866       | 59,00       |
|                | Lionel Boucher   | UDF            | 1 537        | 25,71        | 2 687       | 41,00       |
|                | Charles Perrot   | FN             | 1 202        | 20,11        |             |             |
|                | Maurice Morel    | Verts          | 564          | 9,43         |             |             |
|                | Maryse Bianchin  | PCF            | 432          | 7,23         |             |             |
|                | Bernard Roux     | EXG            | 203          | 3,40         |             |             |
|                | Geneviève Albouy | PRG            | 121          | 2,02         |             |             |
|                | Bernard Sirot    | EXG            | 60           | 1,00         |             |             |
|                |                  |                |              |              |             |             |
| Inscrits       | Inscrits         | Inscrits       | 12 122       | 100,00       | 12 122      | 100,00      |
| Abstention     | Abstention       | Abstention     | 5 997        | 49,47        | 5 229       | 43,14       |
| Votants        | Votants          | Votants        | 6 125        | 50,53        | 6 893       | 56,86       |
| Blancs et nuls | Blancs et nuls   | Blancs et nuls | 147          | 2,40         | 340         | 4,93        |
| Exprimés       | Exprimés         | Exprimés       | 5 978        | 97,60        | 6 553       | 95,07       |

### Canton de Saint-Étienne-Nord-Ouest-2
| Candidats      | Candidats       | Étiquette      | Premier tour | Premier tour | Second tour | Second tour |
| Candidats      | Candidats       | Étiquette      | Voix         | %            | Voix        | %           |
| -------------- | --------------- | -------------- | ------------ | ------------ | ----------- | ----------- |
|                | Arlette Bernard | PS             | 3 616        | 30,75        | 6 556       | 50,64       |
|                | Robert Karulak  | UMP            | 2 911        | 24,75        | 4 279       | 33,05       |
|                | Aurélien Fradot | FN             | 2 257        | 19,19        | 2 111       | 16,31       |
|                | André Provera   | PCF            | 1 431        | 12,17        |             |             |
|                | Philippe Beaune | Verts          | 1 084        | 9,22         |             |             |
|                | Hubert Patural  | DVD            | 462          | 3,93         |             |             |
|                |                 |                |              |              |             |             |
| Inscrits       | Inscrits        | Inscrits       | 20 823       | 100,00       | 20 830      | 100,00      |
| Abstention     | Abstention      | Abstention     | 8 718        | 41,87        | 7 597       | 36,47       |
| Votants        | Votants         | Votants        | 12 105       | 58,13        | 13 233      | 63,53       |
| Blancs et nuls | Blancs et nuls  | Blancs et nuls | 344          | 2,84         | 287         | 2,17        |
| Exprimés       | Exprimés        | Exprimés       | 11 761       | 97,16        | 12 946      | 97,83       |

### Canton de Saint-Étienne-Sud-Est-3
| Candidats      | Candidats            | Étiquette      | Premier tour | Premier tour | Second tour | Second tour |
| Candidats      | Candidats            | Étiquette      | Voix         | %            | Voix        | %           |
| -------------- | -------------------- | -------------- | ------------ | ------------ | ----------- | ----------- |
|                | Jean-Louis Gagnaire* | PS             | 2 289        | 31,84        | 4 339       | 56,26       |
|                | Gilbert Massart      | UMP            | 2 049        | 28,50        | 3 374       | 43,74       |
|                | Michelle Bracciano   | FN             | 1 231        | 17,12        |             |             |
|                | Renée Alirand        | PCF            | 481          | 6,69         |             |             |
|                | Jean-Louis Masset    | Verts          | 470          | 6,54         |             |             |
|                | Christian Brouquisse | DVG            | 385          | 5,36         |             |             |
|                | Bruno Clémentin      | ECO            | 193          | 2,68         |             |             |
|                | Yolande Chauvel      | EXD            | 91           | 1,27         |             |             |
|                |                      |                |              |              |             |             |
| Inscrits       | Inscrits             | Inscrits       | 13 655       | 100,00       | 13 655      | 100,00      |
| Abstention     | Abstention           | Abstention     | 6 300        | 46,14        | 5 541       | 40,58       |
| Votants        | Votants              | Votants        | 7 355        | 53,86        | 8 114       | 59,42       |
| Blancs et nuls | Blancs et nuls       | Blancs et nuls | 166          | 2,26         | 401         | 4,94        |
| Exprimés       | Exprimés             | Exprimés       | 7 189        | 97,74        | 7 713       | 95,06       |

*sortant

### Canton de Saint-Étienne-Sud-Ouest-1
| Candidats      | Candidats             | Étiquette      | Premier tour | Premier tour | Second tour | Second tour |
| Candidats      | Candidats             | Étiquette      | Voix         | %            | Voix        | %           |
| -------------- | --------------------- | -------------- | ------------ | ------------ | ----------- | ----------- |
|                | Jean-Claude Bertrand* | PS             | 1 194        | 33,35        | 2 105       | 54,69       |
|                | Gaël Perdriau         | UMP            | 1 093        | 30,53        | 1 744       | 45,31       |
|                | Jean-Baptiste Rey     | FN             | 545          | 15,22        |             |             |
|                | Marie Berger          | Verts          | 280          | 7,82         |             |             |
|                | Yves Ravel            | PCF            | 189          | 5,28         |             |             |
|                | Daniel Soustre        | EXG            | 102          | 2,85         |             |             |
|                | Edmond Hube           | DVD            | 96           | 2,68         |             |             |
|                | Yves Scaviner         | ECO            | 41           | 1,15         |             |             |
|                | Serge Bertozzi        | DVD            | 26           | 0,73         |             |             |
|                | Herve Lucchini        | DVG            | 14           | 0,39         |             |             |
|                |                       |                |              |              |             |             |
| Inscrits       | Inscrits              | Inscrits       | 7 068        | 100,00       | 7 070       | 100,00      |
| Abstention     | Abstention            | Abstention     | 3 412        | 48,27        | 3 040       | 43,00       |
| Votants        | Votants               | Votants        | 3 656        | 51,73        | 4 030       | 57,00       |
| Blancs et nuls | Blancs et nuls        | Blancs et nuls | 76           | 2,08         | 181         | 4,49        |
| Exprimés       | Exprimés              | Exprimés       | 3 580        | 97,92        | 3 849       | 95,51       |

*sortant

### Canton de Saint-Étienne-Sud-Ouest-2
| Candidats      | Candidats        | Étiquette      | Premier tour | Premier tour | Second tour | Second tour |
| Candidats      | Candidats        | Étiquette      | Voix         | %            | Voix        | %           |
| -------------- | ---------------- | -------------- | ------------ | ------------ | ----------- | ----------- |
|                | Christine Cauet* | PS             | 1 910        | 36,65        | 3 480       | 62,84       |
|                | Guy Giraud       | UMP            | 1 240        | 23,80        | 2 058       | 37,16       |
|                | Nicolas Beraud   | FN             | 943          | 18,10        |             |             |
|                | Daniel Linossier | PCF            | 511          | 9,81         |             |             |
|                | Olivier Longeon  | Verts          | 440          | 8,44         |             |             |
|                | Carmen Montet    | EXG            | 167          | 3,20         |             |             |
|                |                  |                |              |              |             |             |
| Inscrits       | Inscrits         | Inscrits       | 10 310       | 100,00       | 10 310      | 100,00      |
| Abstention     | Abstention       | Abstention     | 4 948        | 47,99        | 4 437       | 43,04       |
| Votants        | Votants          | Votants        | 5 362        | 52,01        | 5 873       | 56,96       |
| Blancs et nuls | Blancs et nuls   | Blancs et nuls | 151          | 2,82         | 335         | 5,70        |
| Exprimés       | Exprimés         | Exprimés       | 5 211        | 97,18        | 5 538       | 94,30       |

*sortant

### Canton de Saint-Genest-Malifaux
| Candidats      | Candidats      | Étiquette      | Premier tour | Premier tour |
| Candidats      | Candidats      | Étiquette      | Voix         | %            |
| -------------- | -------------- | -------------- | ------------ | ------------ |
|                | Jean Gilbert   | DVG            | 2 615        | 61,08        |
|                | Daniel Mandon* | UDF            | 1 238        | 28,92        |
|                | Robert Heyraud | FN             | 428          | 10,00        |
|                |                |                |              |              |
| Inscrits       | Inscrits       | Inscrits       | 6 064        | 100,00       |
| Abstention     | Abstention     | Abstention     | 1 642        | 27,08        |
| Votants        | Votants        | Votants        | 4 422        | 72,92        |
| Blancs et nuls | Blancs et nuls | Blancs et nuls | 141          | 3,19         |
| Exprimés       | Exprimés       | Exprimés       | 4 281        | 96,81        |

*sortant

### Canton de Saint-Georges-en-Couzan
| Candidats      | Candidats        | Étiquette      | Premier tour | Premier tour | Second tour | Second tour |
| Candidats      | Candidats        | Étiquette      | Voix         | %            | Voix        | %           |
| -------------- | ---------------- | -------------- | ------------ | ------------ | ----------- | ----------- |
|                | Hubert Perrin    | DVG            | 828          | 36,54        | 1 131       | 46,49       |
|                | François Combes* | UMP            | 822          | 36,28        | 1 302       | 53,51       |
|                | Agnès Tarit      | DVD            | 389          | 17,17        | Retrait     | Retrait     |
|                | Maurice Agrafeil | FN             | 227          | 10,02        |             |             |
|                |                  |                |              |              |             |             |
| Inscrits       | Inscrits         | Inscrits       | 3 464        | 100,00       | 3 464       | 100,00      |
| Abstention     | Abstention       | Abstention     | 1 095        | 31,61        | 909         | 26,24       |
| Votants        | Votants          | Votants        | 2 369        | 68,39        | 2 555       | 73,76       |
| Blancs et nuls | Blancs et nuls   | Blancs et nuls | 103          | 4,35         | 122         | 4,77        |
| Exprimés       | Exprimés         | Exprimés       | 2 266        | 95,65        | 2 433       | 95,23       |

*sortant

### Canton de Saint-Haon-le-Châtel
| Candidats      | Candidats        | Étiquette      | Premier tour | Premier tour |
| Candidats      | Candidats        | Étiquette      | Voix         | %            |
| -------------- | ---------------- | -------------- | ------------ | ------------ |
|                | Jean Bartholin*  | DVG            | 3 067        | 52,84        |
|                | André Daniere    | DVD            | 1 384        | 23,85        |
|                | Daniel Rouillard | FN             | 713          | 12,28        |
|                | Gérard Dumas     | EXG            | 404          | 6,96         |
|                | Serge Fonton     | PCF            | 236          | 4,07         |
|                |                  |                |              |              |
| Inscrits       | Inscrits         | Inscrits       | 9 640        | 100,00       |
| Abstention     | Abstention       | Abstention     | 3 581        | 37,15        |
| Votants        | Votants          | Votants        | 6 059        | 62,85        |
| Blancs et nuls | Blancs et nuls   | Blancs et nuls | 255          | 4,21         |
| Exprimés       | Exprimés         | Exprimés       | 5 804        | 95,79        |

*sortant

### Canton de Saint-Héand
| Candidats      | Candidats              | Étiquette      | Premier tour | Premier tour | Second tour | Second tour |
| Candidats      | Candidats              | Étiquette      | Voix         | %            | Voix        | %           |
| -------------- | ---------------------- | -------------- | ------------ | ------------ | ----------- | ----------- |
|                | Bernard Philibert*     | UDF            | 4 998        | 39,31        | 7 847       | 59,18       |
|                | Éric Nedelec           | PS             | 2 557        | 20,11        | 5 413       | 40,82       |
|                | Bernard Greve          | FN             | 1 982        | 15,59        |             |             |
|                | Jean-Marc Thelisson    | DVG            | 1 421        | 11,18        |             |             |
|                | Jacques Minnaert       | Verts          | 1 049        | 8,25         |             |             |
|                | Louis Frere            | PCF            | 397          | 3,12         |             |             |
|                | Jacqueline Marcuccilli | EXG            | 310          | 2,44         |             |             |
|                |                        |                |              |              |             |             |
| Inscrits       | Inscrits               | Inscrits       | 20 209       | 100,00       | 20 209      | 100,00      |
| Abstention     | Abstention             | Abstention     | 7 149        | 35,38        | 6 265       | 31,00       |
| Votants        | Votants                | Votants        | 13 060       | 64,62        | 13 944      | 69,00       |
| Blancs et nuls | Blancs et nuls         | Blancs et nuls | 346          | 2,65         | 684         | 4,91        |
| Exprimés       | Exprimés               | Exprimés       | 12 714       | 97,35        | 13 260      | 95,09       |

*sortant

### Canton de Saint-Just-en-Chevalet
| Candidats      | Candidats        | Étiquette      | Premier tour | Premier tour | Second tour | Second tour |
| Candidats      | Candidats        | Étiquette      | Voix         | %            | Voix        | %           |
| -------------- | ---------------- | -------------- | ------------ | ------------ | ----------- | ----------- |
|                | Philippe Macke*  | UMP            | 1 159        | 47,50        | 1 496       | 58,76       |
|                | Michel Girin     | DVG            | 522          | 21,39        | 1 050       | 41,24       |
|                | Pascal Poncet    | DVG            | 497          | 20,37        | Retrait     | Retrait     |
|                | Sébastien Schang | FN             | 220          | 9,02         |             |             |
|                | Jeanine Bernay   | PCF            | 42           | 1,72         |             |             |
|                |                  |                |              |              |             |             |
| Inscrits       | Inscrits         | Inscrits       | 4 048        | 100,00       | 4 048       | 100,00      |
| Abstention     | Abstention       | Abstention     | 1 505        | 37,18        | 1 339       | 33,08       |
| Votants        | Votants          | Votants        | 2 543        | 62,82        | 2 709       | 66,92       |
| Blancs et nuls | Blancs et nuls   | Blancs et nuls | 103          | 4,05         | 163         | 6,02        |
| Exprimés       | Exprimés         | Exprimés       | 2 440        | 95,95        | 2 546       | 93,98       |

*sortant